# دیمیتری روزاینوویچ
دیمیتری روزاینوویچ (روسی: Дмитрий Васильевич Розинкевич؛ زادهٔ ۱ اکتبر ۱۹۷۴) قایقران روئینگ اهل روسیه است.